# Happy For You 〜20th Anniversary〜
『Happy For You 〜20th Anniversary〜』（ハッピー・フォー・ユー トゥエンティース・アニヴァーサリー）は、石田燿子の2枚目となるベストアルバム。2013年9月25日に日本コロムビアより発売された。

## 概要
- 前作『Another Sky』から約2年9か月半、ベストアルバムとしては『Single Collection』以来約6年ぶりのリリースとなる。
- デビュー20周年を記念して、石田にとって日本コロムビアからリリースされた1枚目のアルバムで、ファーストシングル「乙女のポリシー」から18枚目のシングル「生命の樹」までのシングル表題曲のほとんどに加え、石田のアルバム初収録となる楽曲も多数収録されている。
- 日本コロムビアからリリースされた作品にもかかわらず、ジェネオン・ユニバーサル・エンターテイメントジャパンやランティス音源曲も収録されている。

## 収録内容
| #         | タイトル                              | 作詞                                             | 作曲                      | 編曲       | 時間  |
| --------- | ------------------------------------- | ------------------------------------------------ | ------------------------- | ---------- | ----- |
| 1.        | 「overture ～愛のチカラ☆キラキラ～」  |                                                  | Fuming                    | Fuming     | 1:35  |
| 2.        | 「乙女のポリシ」                      | 芹沢類                                           | 永井誠                    | 京田誠一   | 3:15  |
| 3.        | 「好きと言って」                      | 白峰美津子                                       | 上野義雄                  | 京田誠一   | 4:39  |
| 4.        | 「愛の戦士」                          | 芹沢類                                           | 樫原伸彦                  | 樫原伸彦   | 3:39  |
| 5.        | 「風の戦士」                          | 白峰美津子                                       | 樫原伸彦                  | 吉田明彦   | 4:16  |
| 6.        | 「私はLUCKY STAR」                    | 白峰美津子                                       | 松本俊明                  | 京田誠一   | 4:39  |
| 7.        | 「やさしさの玉手箱」                  | AZUSA                                            | 都志見隆                  | 佐藤栄介   | 2:46  |
| 8.        | 「わらってぶーりん」                  | 白峰美津子                                       | 永井誠                    | 永井誠     | 4:04  |
| 9.        | 「輝きの彼方へ」                      | 高井美甫                                         | 赤坂東児                  | 赤坂東児   | 4:03  |
| 10.       | 「ちょっぴりシェフきぶん」            | 小滝清美                                         | 池毅                      | 池毅       | 2:21  |
| 11.       | 「おひるねのゆりかご」                | 高橋睦子                                         | 加藤達雄                  | 加藤達雄   | 2:23  |
| 12.       | 「セントエルモの火 ～モナシスの歌～」 | えんどうてつや                                   | 若草恵                    | 信田かずお | 4:18  |
| 13.       | 「DO UP!! カブタック!」               | 大賀玉之輔                                       | 石川恵樹                  | 石川恵樹   | 4:00  |
| 14.       | 「White Destiny」                     | 飯塚麻純                                         | 大森俊之                  | 大森俊之   | 3:56  |
| 15.       | 「Sugar Baby Love」                   | W.Bickerton・T.Waddington（日本語詞：Joe Lemon） | W.Bickerton・T.Waddington | 光宗信吉   | 4:32  |
| 合計時間: | 合計時間:                             | 合計時間:                                        | 合計時間:                 | 合計時間:  | 54:26 |

| #         | タイトル                                  | 作詞               | 作曲      | 編曲               | 時間  |
| --------- | ----------------------------------------- | ------------------ | --------- | ------------------ | ----- |
| 1.        | 「永遠の花」                              | 相田毅             | 増田俊郎  | 増田俊郎           | 4:13  |
| 2.        | 「Walking through the empty age」         | Chris Mosdell      | 溝口肇    | 溝口肇             | 4:47  |
| 3.        | 「たからもの」                            | 石田燿子           | 増田俊郎  | 増田俊郎           | 4:18  |
| 4.        | 「OPEN YOUR MIND ～小さな羽根ひろげて～」 | 石田燿子           | 田中公平  | 岸村正実・浜口史郎 | 4:19  |
| 5.        | 「紅の静寂」                              | 石田燿子           | 村上正芳  | 村上正芳           | 5:13  |
| 6.        | 「幸せのいろ」                            | 石田燿子           | 田中公平  | 村瀬恭久           | 4:47  |
| 7.        | 「STRIKE WITCHES ～わたしにできること～」 | 只野菜摘・高村和宏 | 宅見将典  | 宅見将典           | 4:14  |
| 8.        | 「みずの おんがくかい」                   | マイクスギヤマ     | 岩崎貴文  | 岩崎貴文           | 2:33  |
| 9.        | 「private wing」                          | 深青結希           | 若林充    | 草野よしひろ       | 4:12  |
| 10.       | 「キセキノページ」                        | 細井聡司           | 細井聡司  | 細井聡司           | 4:41  |
| 11.       | 「STRIKE WITCHES 2 ～笑顔の魔法～」       | 高村和宏・森浩太   | 森浩太    | 大堀薫             | 4:12  |
| 12.       | 「約束の空へ ～私のいた場所～」           | 渡部紫緒           | 坂部剛    | 坂部剛             | 4:10  |
| 13.       | 「茜の空に」                              | 石田燿子           | 宮崎京一  | 宮崎京一           | 3:33  |
| 14.       | 「生命の樹」                              | 石田燿子           | 安瀬聖    | 安瀬聖             | 4:22  |
| 15.       | 「first step」                            | 深青結希           | 若林充    | 滝澤俊輔           | 4:11  |
| 16.       | 「君の声わたしの歌」                      | 石田燿子           | 石井伸昴  | マルヤマテツオ     | 5:32  |
| 合計時間: | 合計時間:                                 | 合計時間:          | 合計時間: | 合計時間:          | 69:17 |

## 楽曲解説

### Disc 1
1. overture ～愛のチカラ☆キラキラ～
インスト曲。
2. 乙女のポリシ
デビューシングル表題曲
テレビアニメ『美少女戦士セーラームーンR』エンディングテーマ
サウンドトラックアルバム『美少女戦士セーラームーンR -音楽集-』に初収録され、石田のアルバムには初収録。
3. 好きと言って
テレビアニメ『美少女戦士セーラームーンR』イメージソング
サウンドトラックアルバム『美少女戦士セーラームーンR -音楽集-』に初収録され、石田のアルバムには初収録。
4. 愛の戦士
3枚目のシングル表題曲
テレビアニメ『美少女戦士セーラームーンR』挿入歌
コンピレーションアルバム『美少女戦士セーラームーンR 〜未来へ向かって〜』に初収録され、石田のアルバムには初収録。
5. 風の戦士
テレビドラマ『五星戦隊ダイレンジャー』挿入歌
サウンドトラックアルバム『五星戦隊ダイレンジャー ヒット曲集』に初収録され、石田のアルバムには初収録。
6. 私はLUCKY STAR
テレビアニメ『とっても!ラッキーマン』イメージソング
コンピレーションアルバム『とっても!ラッキーマン』に初収録され、石田のアルバムには初収録。
7. やさしさの玉手箱
2枚目のシングル表題曲
NHK音楽番組『みんなのうた』1994年8月～9月度使用曲
コンピレーションアルバム『NHKみんなのうた ヘドラーの山』に初収録され、石田のアルバムには初収録。
8. わらってぶーりん
テレビアニメ『愛と勇気のピッグガールとんでぶーりん』イメージソング
コンピレーションアルバム『とんでぶーりん ぶの1』に初収録され、石田のアルバムには初収録。
9. 輝きの彼方へ
NHK音楽番組『みんなのうた』1995年2月～3月度使用曲
コンピレーションアルバム『NHKみんなのうた 輝きの彼方へ』に初収録され、石田のアルバムには初収録。
10. ちょっぴりシェフきぶん
4枚目のシングル表題曲
NHK教育テレビ『ひとりでできるもん!』オープニングテーマ
コンピレーションアルバム『天ちゃん恋ちゃんのNHKひとりでできるもん!』に初収録され、石田のアルバムには初収録。
11. おひるねのゆりかご
NHK音楽番組『みんなのうた』1995年12月～1996年1月度使用曲
コンピレーションアルバム『NHKみんなのうた●おじいちゃんのブランコ』に初収録され、石田のアルバムには初収録。
12. セントエルモの火 〜モナシスの歌〜
テレビアニメ『モジャ公』イメージソング
コンピレーションアルバム『モジャ公 キャラクター・ソング・コレクション』に初収録され、石田のアルバムには初収録。
13. DO UP!! カブタック!
草尾毅のシングル「逆転ロックンロール!!」のカップリング曲
テレビドラマ『ビーロボ カブタック』イメージソング
コンピレーションアルバム『ビーロボ カブタック ソングコレクション』に初収録され、石田のアルバムには初収録。
14. White Destiny
WOWOWアニメ『新白雪姫伝説プリーティア』オープニングテーマ
サウンドトラックアルバム『新白雪姫伝説プリーティア オリジナル・サウンドトラック Vol.1』に初収録され、石田のアルバムには初収録。
15. Sugar Baby Love
6枚目のシングル表題曲
テレビアニメ『ちっちゃな雪使いシュガー』オープニングテーマ

### Disc 2
1. 永遠の花
7枚目のシングル表題曲
テレビアニメ『藍より青し』オープニングテーマ
2. Walking through the empty age
アルバム『all fo me』収録曲
フジテレビ系アニメ『TEXHNOLYZE』グランドエンディングテーマ
3. たからもの
10枚目のシングル表題曲
テレビアニメ『藍より青し〜縁〜』オープニングテーマ
4. OPEN YOUR MIND 〜小さな羽根ひろげて〜
12枚目のシングル表題曲
テレビアニメ『ああっ女神さまっ』オープニングテーマ
5. 紅の静寂
13枚目のシングル表題曲
テレビアニメ『灼眼のシャナ』後期エンディングテーマ
6. 幸せのいろ
14枚目のシングル表題曲
テレビアニメ『ああっ女神さまっ』オープニングテーマ
7. STRIKE WITCHES 〜わたしにできること〜
15枚目のシングル表題曲
テレビアニメ『ストライクウィッチーズ』オープニングテーマ
8. みずの おんがくかい
テレビアニメ『はっけん たいけん だいすき! しまじろう』挿入歌
コンピレーションアルバム『はっけん たいけん だいすき! しまじろう 〜しまじろうのおんがくかい〜』に初収録され、石田のアルバムには初収録。
9. private wing
16枚目のシングル表題曲
ニンテンドーDS専用ソフト『ストライクウィッチーズ -蒼空の電撃戦 新隊長 奮闘する-』オープニングテーマ
プレイステーション2専用ソフト『ストライクウィッチーズ -あなたとできることA Little Peaceful Days-』オープニングテーマ
10. キセキノページ
PCゲーム『三国恋戦記〜オトメの兵法!〜』オープニングテーマ
サウンドトラックアルバム『三国恋戦記 〜オトメの兵法!〜 サウンドトラック』に初収録され、石田のアルバムには初収録。
11. STRIKE WITCHES 2 〜笑顔の魔法〜
17枚目のシングル表題曲
テレビアニメ『ストライクウィッチーズ』オープニングテーマ
12. 約束の空へ 〜私のいた場所〜
劇場版アニメ『ストライクウィッチーズ 劇場版』主題歌のソロ・セルフカバー
アルバム初収録。
13. 茜の空に
劇場版アニメ『古町と団五郎』エンディングテーマ
アルバム初収録。
14. 生命の樹
18枚目のシングル表題曲
オンラインゲーム『エミル・クロニクル・オンライン』7周年記念ソング
アルバム初収録。
15. first step
新曲。
16. 君の声わたしの歌
新曲。